# Una comunidad de destino común

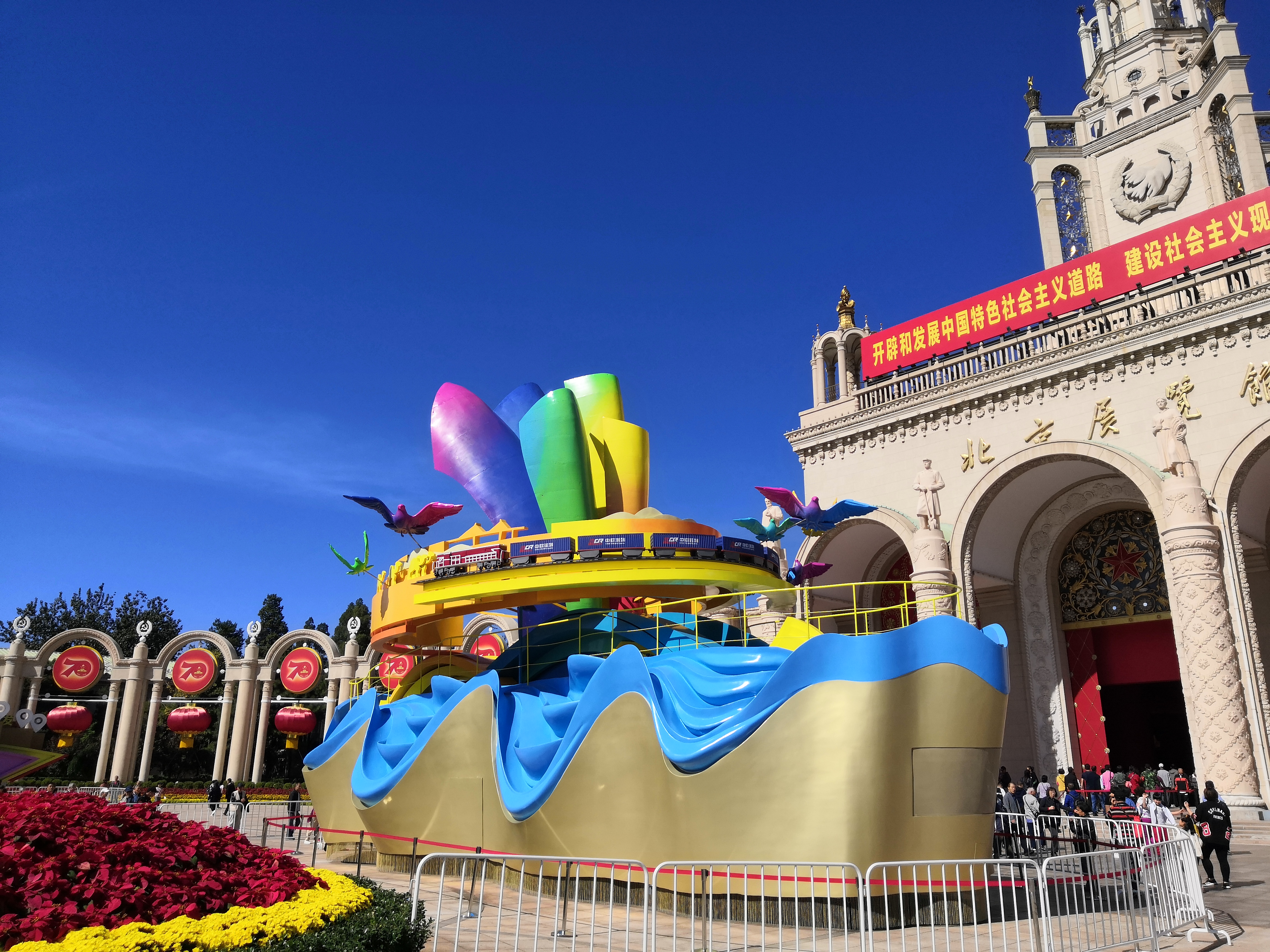
celebrando el 70 aniversario de la fundación de la República Popular de China

Una comunidad del sentido común o Una comunidad de futuro compartido para la humanidad (en chino: 人类命运共同体) es una idea presentada por el Secretario general del Comité Central del Partido Comunista de China, Xi Jinping, trasciende “todo tipo de diferencias en la sociedad humana y apunta hacia los posibles mayores beneficios para todos”.
El concepto propuesto por Xi en noviembre de 2012 en el 18º Congreso del Partido Comunista de China (PCCh). En siguientes años, Xi Jinping propuso repetidamente la idea del concepto de comunidad de destino común de la humanidad en varias plataformas internacionales. Así que en 2015, expresó su propuesta de introducir este concepto en la 70ª Asamblea General de la ONU. La idea de la Comunidad de un destino común de la humanidad es una base importante para el concepto de implementar el desarrollo pacífico y construir un mundo armonioso propuesto por China. 